# HD 38529
HD 38529，即獵戶座138 G.（138 G. Orionis），又名BD+01 1126，SAO 113119、HR 1988，是一颗位於獵戶座的恒星，视星等为5.95，位于銀經204.32，銀緯-13.83，其B1900.0坐标为赤經5h 41m 25.4s，赤緯+1° -13.83′ 0″。距離地球約128光年。

## HD 38529 A
HD 38529 A是一顆黃次巨星，在光譜分類中曾被列為代表黃矮星的G4V。它的質量比太陽高40%。在該恆星旁已發現兩顆亞恆星伴星，其中一顆伴星的質量已經到達了氘燃燒下限，被認為是棕矮星或氣體巨行星。另外距離該恆星86天文單位處有岩屑盤存在。

### 行星系統
2002年黛布拉·費希爾以都卜勒光譜學的方式在恆星 HD 38529 A 旁發現系外行星 HD 38529 b。該行星的質量是木星的78%，且相當靠近母恆星，因此被列為熱木星。一年後再發現一顆比木星大的系外行星 HD 38529 c，它距離母恆星3.68天文單位，質量下限是木星的12.7倍。依巴谷衛星的天文測量資料顯示該行星的軌道傾角最佳擬合解為160°，因此真實質量應是木星的37倍，因此被改列為棕矮星。接著使用哈伯太空望遠鏡對這個系統更深入的天文測量將 HD 38529 c 的質量下修到17.7倍木星質量，代表有另一顆行星在已發現的兩個天體之間環繞恆星。
| 成員 (依恆星距離) | 质量               | 半長軸 (AU)    | 轨道周期 (天)  | 離心率         | 傾角 | 半径 |
| ----------------- | ------------------ | -------------- | -------------- | -------------- | ---- | ---- |
| b                 | >(0.92 ± 0.043) MJ | 0.131 ± 0.0015 | 14.3104 ± 0.05 | 0.248 ± 0.0007 | —    | —    |
| d (未确认)        | >(0.17 ± 0.06) MJ  | 0.75 ± 0.14    | 193.9 ± 2.9    | 0.23 ± 0.13    |      |      |
| c                 | 17.7+1.7 −1.4 MJ   | 3.695 ± 0.043  | 2134.76 ± 0.40 | 0.36 ± 0.05    | —    | —    |
| 岩屑盤            | >86 AU             | >86 AU         | >86 AU         | >86 AU         | —    | —    |

## HD 38529 B
HD 38529 B是一個和 HD 38529 A 有相同自行的恆星，因此被認為是伴星。它和主星的投影距離達到12042天文單位。HD 38529 B 是一顆光譜類型 M3.0V 的紅矮星。

## 外部連結
- . The Extrasolar Planets Encyclopaedia.   [14 April 2006]. （原始内容存档于2012-05-05）.
- John Whatmough. . Extrasolar Visions.   [14 April 2006]. （原始内容存档于2005年2月25日）.
- Extrasolar Planet Interactions （页面存档备份，存于） by Rory Barnes & Richard Greenberg, Lunar and Planetary Lab, University of Arizona